# Eugene Mylon Mechant
Eugene Mylon Merchant, ameriški inženir in akademik, * 6. maj 1913, † 19. avgust 2006.
Merchant je deloval kot višji svetovalec Inštituta za pospeševanje proizvodnje pri TechSolvu (Cincinnati, Ohio) in bil dopisni član Slovenske akademije znanosti in umetnosti (od 23. aprila 1987).